# Seka Severin de Tudja
Seka Severin de Tudja (Zagreb, Croatia (sau đó là Nam Tư) 1923, Caracas, Venezuela 2007) và nghệ sĩ gốm sứ người Venezuela được biết đến với nghệ danh Seka.

## Học vấn
Seka đã từng học làm gốm tại Học viện Mỹ thuật ở Zagreb cùng với Frano Krsinic và Krsto Hegedusic (1942–45), trước khi chuyển đến Paris với học bổng của chính phủ Pháp từ năm 1946 đến năm 1948. Ở đó, bà tiếp tục học làm gốm cũng như mĩ thuật tại Académie de la Grande Chaumière, trước khi nhận được bằng ngành lịch sử nghệ thuật và khảo cổ học của Sorbonne (1948).

## Sự nghiệp
Khi còn ở Paris, Seka đã thử nghiệm với các vật liệu và các quy trình để tạo ra những hình ảnh động với những bức tượng nhỏ được điêu khắc bằng sáp; các tác phẩm của bà tại hội thảo các nút làm bằng gốm giúp bà có nhiều kiến thức về công nghệ hơn. Năm 1952, bà chuyển đến Caracas, nơi bà tiếp tục tạo ra những vật dụng tiện dụng, đồng thời thử nghiệm các biến đổi về nhiệt và thời gian cháy của lò nung cỡ lớn mới mua của bà. Các tác phẩm của bà tại thời điểm này vẫn còn đa dạng, tuy nhiên, bà cho trưng bày một bức phù điêu treo tường tại 1955 XVI Salón Oficial Annual de Arte Venezolano (Triển lãm nghệ thuật hàng năm chính thức Venezuela), mang về cho bà Giải thưởng quốc gia về nghệ thuật ứng dụng. Bà cũng giành được huy chương vàng Exposition Internationale, les émaux dans la céramique actuelle (Triển lãm quốc tế: Men gốm hiện đại) tại Musée Ariana (Bảo tàng gốm sứ và thủy tinh Thụy Sĩ) ở Genève (1965) và cuộc triển lãm Form und Qualität (Hình thức và Chất lượng) ở Munich, Đức (1967); cũng như nổi tiếng với bằng khen của Triển lãm Gốm sứ Quốc tế tại Bảo tàng Victoria and Albert ở Luân Đôn (1972) và Hội thảo Gốm sứ thế giới định kì ba năm tổ ở Zagreb, Nam Phi (1984). Buổi triển lãm cá nhân đầu tiên của bà Treinta y cinco cerámicas de Seka (35 tác phẩm gốm của Seka) được tổ chức bởi Miguel Arroyo vào năm 1962 tại Museo de Bellas Artes (Caracas). Từ thời điểm này, Seka bắt đầu thu hút sự chú ý của quốc tế và trở thành đại diện cho Venezuela trong các cuộc triển lãm ở nước ngoài. Chương trình còn gồm có 2 buổi triển lãm hồi tưởng lại quá khứ của bà ở Caracas tại Museo de Arte Contemporáneo (1982) và tại Trung tâm Văn hoá Consulado (1993). Các tác phẩm của Seka đã được trưng bày tại các buổi triển lãm nhóm lớn trong suốt cuộc đời của bà.

## Tác phẩm
Các tác phẩm đầu tiên tại Venezuela của bà kết hợp các nhân vật được lấy cảm hứng từ thời Columbus, trong khi sau đó các tác phẩm không còn được trang trí thuận lợi cho việc tạo ra quy trình, phương tiện và mối quan tâm về hình thức, kết cấu và màu sắc. Sau năm 1972, Seka bộc lộ những khả năng làm ra các hình trứng với vỏ bên ngoài hoàn toàn rắn, tiếp tục bắt cầu nối kết hợp giữa gốm sứ và điêu khắc.

## Triển lãm
- Treinta y cinco cerámicas de Seka (Thirty-Five Ceramics by Seka), Museo de Bellas Artes (Caracas),1962. Solo exhibition.
- Exposition Internationale, les émaux dans la céramique actuelle (International Exhibition: Current Ceramic Enamels), Musée Ariana (The Swiss Museum of Ceramics and Glass) (Genève), 1965.
- Form und Qualität (Form and Quality) (Munich), 1967.
- International Exhibition of Ceramics, Victoria and Albert Museum (Luân Đôn), 1972. World Triennial of Fine Ceramics (Zagreb), 1984.
- Museo de Arte Contemporáneo (Caracas), 1982.
- Centro Cultural Consulado (Caracas), 1993.
- Moderno: Design for Living in Brazil, Mexico, and Venezuela Lưu trữ ngày 13 tháng 9 năm 2018 tại Wayback Machine, Americas Society (New York), 2015.